# Octubre alemán
El término Octubre alemán describe el plan del Comité Ejecutivo de la Internacional Comunista (CEIC), para explotar la crisis estatal de la República de Weimar que alcanzó su punto álgido en 1923 e intentar una revolución comunista en Alemania. Siguiendo el ejemplo de la Revolución de Octubre rusa de 1917, los comunistas querían tomar el poder e iniciar así una nueva ola de revoluciones en Europa Central. Esto se consideraba el preludio de la revolución mundial comunista. Cuando el Partido Comunista de Alemania (KPD), bajo el lema de un "Frente Unido" de izquierdas, se coaligó en octubre de 1923 con el Partido Socialdemócrata de Alemania (SPD) en los estados de Turingia y Sajonia, los revolucionarios vieron un momento favorable para un levantamiento. La revolución, prevista para octubre/noviembre de 1923, fue aplastada por el gobierno del Reich, que utilizó la Reichsexekution contra Sajonia y Turingia, suspendiendo la autoridad de los gobiernos estatales socialistas.

## Antecedentes
Los acontecimientos de octubre formaron parte de la crisis existencial de la República de Weimar en 1923. Tres acontecimientos importantes en 1923, la ocupación del Ruhr, los disturbios separatistas en Renania y el Palatinado, y el peligro de que el El golpe de extrema derecha de Hitler en Baviera se extendiera por todo el país, pusieron al gobierno de la República de Weimar bajo una presión extrema. En otoño de 1923, la República de Weimar se vio sumida en el caos político. Por orden del Presidente del Reich Friedrich Ebert, el 26 de septiembre de 1923 se impuso el estado de excepción en Alemania.

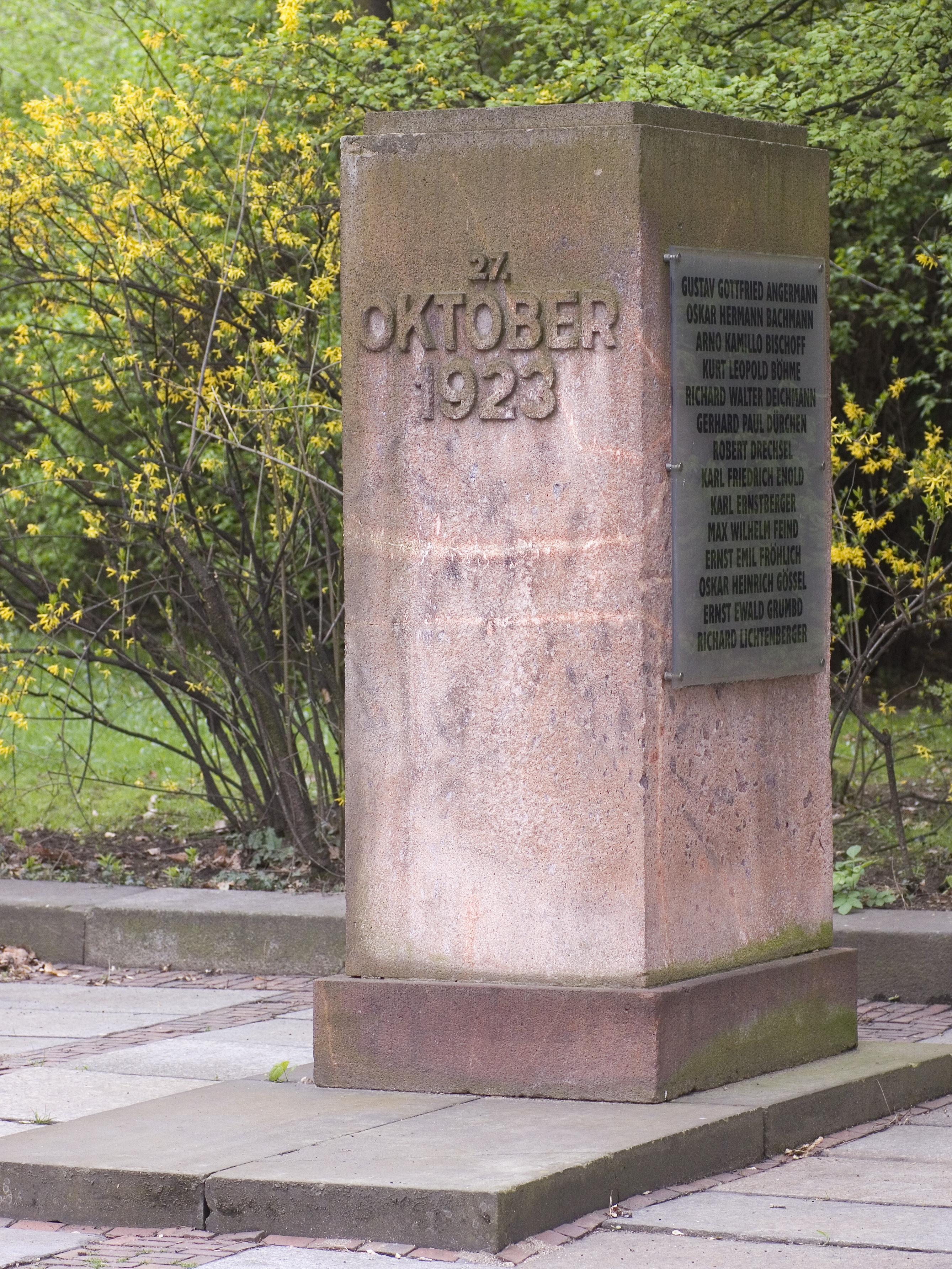
Platz der Oktoberopfer, Freiberg (Sajonia), monumento a los manifestantes fusilados por el Reichswehr el 27 de octubre de 1923

### Ocupación del Ruhr por los franceses y belgas
Poco después de la toma de posesión del gobierno de Cuno, las tropas belgas y francesas marcharon hacia Alemania el 11 de enero de 1923 y ocuparon la zona del Ruhr. El motivo fue que Alemania no cumplió con sus obligaciones de reparación según el Tratado de Versalles al no entregar madera aserrada, postes de telégrafo y carbón. Francia, acosada por sus acreedores extranjeros, estaba dispuesta a utilizar la fuerza para obtener las reparaciones de Alemania. Este enfoque fue muy criticado y, entre otras cosas, considerado como una política "al borde de la guerra". France received no support from the Allies.  But neither Washington nor London hurried to Germany's aid.
La respuesta del gobierno de Cuno fue una política de "resistencia pasiva": "negarse a seguir las instrucciones de los ocupantes." Como parte de la resistencia pasiva, se guardaron momentos públicos de silencio y los funcionarios y empleados del Reichsbahn retrasaron el viaje de los trenes de carbón hacia el oeste. Cuando esto surtió efecto, al cabo de un tiempo las tropas francesas empezaron a confiscar y cerrar minas y coquerías y a detener a la gente. También tomaron el control del sistema ferroviario. El Reich tuvo que seguir pagando los salarios de los funcionarios y empleados del Reichsbahn y también conceder a las empresas mineras grandes préstamos para que pudieran pagar los salarios de sus trabajadores. Esto intensificó las dificultades económicas que dieron lugar a la hiperinflación.

### Huelgas en todo el país e intentos de golpe de Estado en Sajonia y Turingia
Al mismo tiempo se produjeron huelgas y disturbios contra el gobierno del Reich en todo el país, especialmente en Baviera. Los sindicatos y las asambleas obreras cercanas al KPD intentaron instigar una huelga general contra el gobierno de Cuno. Durante esta época, el KPD tuvo mucha influencia en Sajonia, donde gobernaba un gobierno minoritario socialdemócrata bajo el mando de Erich Zeigner con el apoyo parlamentario del KPD. Una de las consecuencias fue que los cientos de proletarios paramilitares no fueron prohibidos allí, sino que comenzaron en agosto de 1923 a intensificar sus ejercicios militares y a recoger armas. También en Turingia, con un gobierno socialdemócrata en minoría bajo el mandato de August Frölich, el KPD tenía influencia y sus centurias no fueron prohibidas.

### Separatistas en Renania y el Palatinado
También en otoño de 1923 se produjeron disturbios separatistas en Renania con el objetivo de fundar una República Renana y separarse del Reich alemán. A partir del 21 de octubre de 1923, los separatistas pusieron bajo su control, en parte con la ayuda de las tropas de ocupación belgas y francesas, algunas administraciones municipales y comunitarias renanas (por ejemplo, en Aquisgrán, Coblenza, Bonn, Wiesbaden, Tréveris y Maguncia). El 21 de octubre proclamaron una "República Renana", el 12 de noviembre un "Palatinado Autónomo". Dado que no se permitía la presencia de militares alemanes en Renania según las disposiciones del Tratado de Versalles, el gobierno del Reich no pudo utilizar su ejército para acabar con la sublevación. El control separatista fue inicialmente reconocido por Francia. El motivo era que los franceses querían establecer estados tapón entre Francia y Alemania para garantizar su seguridad futura. Este planteamiento se encontró con la desaprobación de los gobiernos alemán, británico y estadounidense, así como con la resistencia de la población y condujo al fin de la sublevación en noviembre de 1923 tras las operaciones de la policía y los auxiliares del Prusia, así como la retirada del apoyo francés a los separatistas.

## Intento de revolución comunista en Alemania

### Decisión en Moscú
La decisión de intentar una revolución comunista se tomó en Moscú. Las numerosas huelgas contra el gobierno derechista de Wilhelm Cuno (huelgas de Cuno) parecían ser el inicio de los acontecimientos revolucionarios. El presidente de la Comintern Grigori Zinóviev ordenó al KPD el 15 de agosto de 1923 que se preparara para una crisis revolucionaria que se avecinaba. León Trotski aceptó expresamente. El 23 de agosto de 1923 hubo una reunión secreta del Politburó del Partido Comunista Ruso. El experto en Alemania Karl Radek también abogó por un enfoque agresivo en ese país. José Stalin era escéptico. El objetivo del plan soviético era que, tras una victoria del KPD, la "Alemania soviética", altamente industrializada, apoyara el desarrollo económico de la Unión Soviética, todavía predominantemente agraria. El gravemente enfermo Lenin ya no desempeñaba ningún papel. Al final de la reunión, se formó un comité de cuatro miembros del Comité Central que fueron enviados inmediatamente a Alemania para realizar trabajos ilegales con identidades falsas. Los miembros eran Radek, Józef Unszlicht, Vasily Schmidt y Georgy Pyatakov. Radek debía influir en el Comité Central del KPD para que siguiera la línea de Moscú, Schmidt debía actuar como organizador de las células revolucionarias dentro de los sindicatos alemanes, Pyatakov era responsable de la coordinación general y del enlace con Moscú, y Unschlicht era responsable de las cuestiones paramilitares y de la formación de una Cheka alemana planeada para operar después del golpe. El embajador soviético en Berlín, Nikolay Krestinsky, también debía apoyar extraoficialmente su trabajo clandestino. Era el responsable de la administración de los fondos secretos (400.000 dólares estadounidenses) para la preparación del Octubre alemán.
Para los dirigentes de Moscú, la situación en Alemania parecía comparable a la de Rusia en el verano de 1917. La crisis política interna y externa de Alemania había llegado a tal punto en 1923 que se consideraba lógica una solución violenta por parte de la derecha o de la izquierda. Para los comunistas estaba claro que o golpeaban primero o se adelantaban a la ultraderecha. Radek abogó por una huelga temprana. Los conflictos internos entre los dirigentes soviéticos también desempeñaron un papel en este sentido. Como partidario de Trotski, Radek vio la oportunidad de reforzar su posición frente a Zinoviev y Stalin. Se esperaba que un éxito en Alemania tuviera también un efecto positivo en el ánimo de Rusia. En septiembre, la Comintern se decidió finalmente a favor del Octubre alemán. El 9 de noviembre de 1923, exactamente cinco años después de la revolución de noviembre de 1918, según los planes de Trotski, los revolucionarios comunistas darían su golpe.

### Papel del KPD
Heinrich Brandler, el presidente del KPD, se mostró inicialmente escéptico, pero se convenció de los planes. Brandler, que en agosto  advertido contra las medidas precipitadas, ahora dio la vuelta y pintó las perspectivas de éxito del proyecto con los colores más rosados: 253.000 comunistas estaban listos para luchar en centenares de proletarios; con ellos se podrían formar quince divisiones en seis u ocho semanas. Las armas estaban disponibles en número suficiente. El ala izquierda del KPD, incluyendo a Ruth Fischer y Ernst Thälmann, estaban listos para atacar desde el principio. Sólo Arkadi Maslow del grupo de Fischer siguió sin cooperar a pesar de las amenazas de Moscú. Zinoviev consideraba la participación del KPD en la coalición del gobierno estatal de Sajonia como un requisito previo para la acción . A partir de ese momento, en Sajonia y Turingia se armarían entre 50.000 y 60.000 trabajadores. Ambos estados serían defendidos contra las fuerzas de derecha de Baviera. Las tropas del Reichswehr serían ignoradas.

## Actos en Sajonia, Turingia y Hamburgo

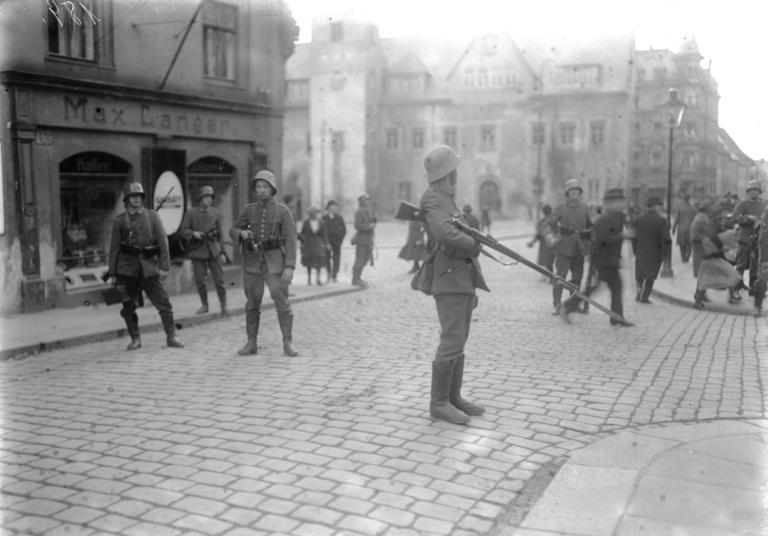
Tropas del Reichswehr con bayonetas fijas bloqueando una calle en Freiberg, Sajonia.

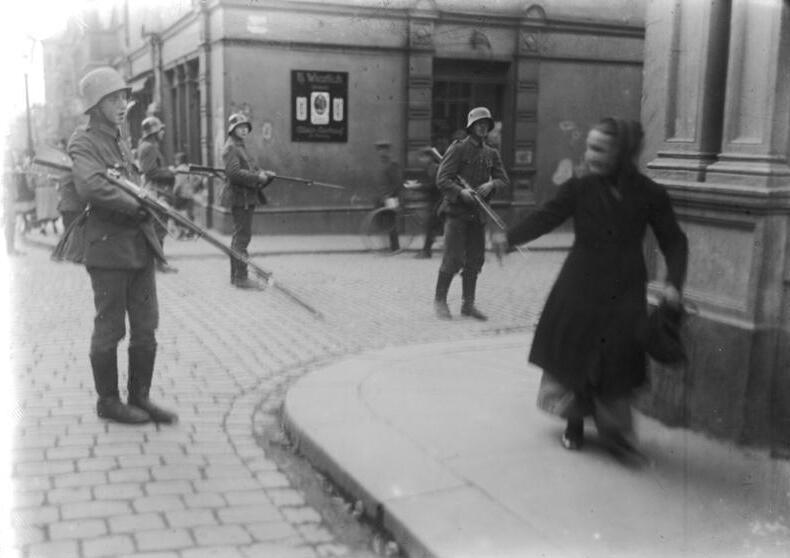
Operations of the Reichswehr against the proletarian hundreds in Saxony.

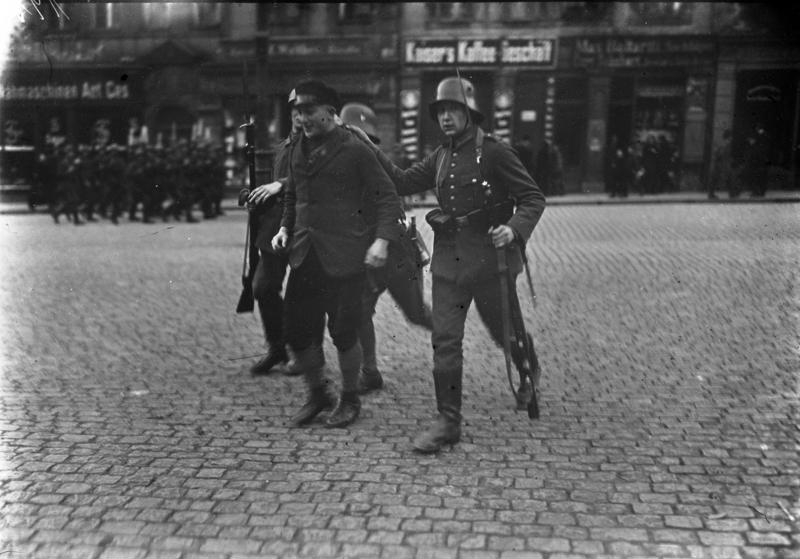
Arrest of a member of the proletarian hundreds by the Reichswehr troops.

Mientras tanto, la situación política interna en Alemania empeoraba. Los focos de atención eran Sajonia, Turingia y Hamburgo.
El 10 de octubre de 1923, el KPD se unió al gobierno de Zeigner en Sajonia, como estaba previsto. Sin embargo, el Ministerio del Interior y, por tanto, el mando de la policía no pasó a los comunistas. No obstante, el presidente comunista Heinrich Brandler asumió un papel importante como jefe de la cancillería estatal.
El 16 de octubre, el KPD también se unió al gobierno de Turingia. Estas acciones fueron legales y los gobiernos estatales no tomaron ninguna medida insurreccional. La situación era, pues, fundamentalmente diferente a la de Baviera, donde Gustav von Kahr y sus extremistas de derecha planeaban un golpe de Estado. En Berlín, sin embargo, nadie dudaba de que la entrada de los comunistas en el gobierno era sólo una etapa previa a un levantamiento comunista armado.
Junto con los socialdemócratas de izquierda, el KPD creó unidades de combate que debían llevar a cabo la revolución. Se llamaron "centenares de proletarios".
Los socialdemócratas de Sajonia y Turingia, que pertenecían al ala izquierda del SPD, creían que una coalición con los comunistas permitiría, por un lado, superar la enemistad entre los dos partidos obreros; por otro lado, con la ayuda de los "Cientos Proletarios", querían detener el "Marcha sobre Berlín" que se temía en Baviera, emulando la Marcha sobre Roma de Mussolini. Los socialdemócratas no se dieron cuenta de las intenciones revolucionarias del KPD, controlado desde Moscú.
El 13 de octubre de 1923, los "centenares de proletarios" fueron prohibidos por el teniente general al mando en Sajonia Alfred Müller, que también ocupaba el poder ejecutivo desde el 27 de septiembre. El 16 de octubre, la policía sajona quedó directamente subordinada al ejército del Reich. El gobierno del estado se vio así privado de su poder de aplicación de la ley y, de facto, ya estaba ampliamente desprovisto de poder.
La posibilidad de un levantamiento comunista siguió siendo real hasta el 21 de octubre. El KPD había convocado para ese día una conferencia de trabajadores en Chemnitz. Si el ambiente de la reunión resultaba favorable, se convocaría la huelga general y comenzaría el levantamiento. 450 delegados obreros -comunistas, sindicalistas y algunos socialdemócratas- se reunieron para la conferencia. Brandler no contó con la aprobación de la asamblea y el SPD amenazó con poner fin a su coalición. August Thalheimer describió más tarde los acontecimientos de Chemnitz con vistas al planeado Octubre Rojo como un "entierro de tercera clase". De hecho, el KPD y el CEIC reconocieron que los comunistas estaban completamente aislados incluso en Sajonia. El plan de sublevación fue abandonado.
Sólo en Hamburgo se produjo un levantamiento de paramilitares proletarios entre el 23 y el 25 de octubre de 1923, en el que murieron 24 comunistas y 17 policías. Tal y como estaba previsto, los comunistas armados -unos 300 hombres- asaltaron 17 comisarías para robar armas de fuego y ocuparon edificios públicos. Uno de sus líderes era Ernst Thalmann. Sin embargo, la policía logró imponerse en pocos días. El origen del levantamiento en Hamburgo no está claro: o bien la dirección activista del KPD en Hamburgo quería obligar a la dirección del partido en Berlín, más prudente, a declararse en huelga, o bien fueron mal informados por sus delegados, que no llegaron a Chemnitz hasta después de la conferencia.
En Sajonia, el Reichswehr utilizó la fuerza contra los comunistas. Entre el 21 y el 27 de octubre el Reichswehr estuvo disparando a los comunistas en varias ciudades, hubo muchos muertos y heridos. Las acciones del ejército se llevaron a cabo sin una decisión formal del gobierno federal, sino en nombre del presidente del Reich, Friedrich Ebert. Tras la negativa de Zeigner a formar un gobierno sin comunistas, el 29 de octubre tuvo lugar una Reichsexekution formal según el Artículo 48 de la Constitución de Weimar. El gobierno del estado de Sajonia bajo el primer ministro socialdemócrata Erich Zeigner fue destituido de facto por el presidente del Reich Ebert con base en estos decretos de emergencia. El gabinete de Turingia se disolvió voluntariamente en vista de este desarrollo.
El antiguo ministro de Justicia Rudolf Heinze fue nombrado Reichskommissar para Sajonia por el gobierno del Reich, y los anteriores ministros del estado sajón fueron destituidos de sus cargos por el Reichswehr. El 30 de octubre, el primer ministro Erich Zeigner dimitió formalmente en favor de Alfred Fellisch como jefe de un gabinete puro del SPD, lo que también puso fin al mandato de Heinze como Reichskomissar.

## Reacción en Moscú
Moscú buscaba un chivo expiatorio para el desastre de octubre. Lo encontraron rápidamente. En una "carta cerrada" fechada el 5 de noviembre, el CEIC acusó a la dirección del KPD de tergiversar deliberadamente la situación en Alemania. El trío a la cabeza del Partido Comunista Soviético (Stalin, Zinóviev, Kámenev), al atacar al grupo "derechista" de Brandler en el KPD, pudo también golpear a Trotski y a sus partidarios al mismo tiempo. La disputa sobre las causas de la derrota de octubre estuvo así ligada a las luchas de facciones en la dirección soviética, de las que Stalin salió victorioso.

## Valoración histórica del Octubre alemán
El Golpe de Estado en la Cervecería no se considera históricamente como parte del Octubre alemán aunque se inició al mismo tiempo y fracasó en noviembre de 1923. Así, el golpe del 9 de noviembre de 1923 fue planeado no sólo por el KPD sino también por el bando nacional de extrema derecha con el golpista de la cervecería de Múnich Adolf Hitler y el general de la Primera Guerra Mundial Erich Ludendorff al frente.
Las conexiones causales entre los acontecimientos no se aclararon del todo hasta mucho después, porque los archivos de Moscú -y los correspondientes protocolos secretos- sólo son accesibles ahora para los historiadores. La descripción más extensa se encuentra en "Deutscher Oktober 1923. Ein Revolutionsplan und sein Scheitern"'. (2003).
En resumen, la combinación de las decisiones erróneas de los franceses y los soviéticos, la desastrosa situación económica y política de Alemania tras la guerra mundial perdida, las consecuencias del tratado de Versalles, así como los intentos de golpe de Estado por parte de grupos políticamente extremos de izquierda y derecha, fueron responsables de la difícil situación del gobierno del Reich en 1923. El "Octubre alemán" tuvo que ser interrumpido prematuramente en Sajonia y Turingia, la "Marcha sobre Berlín" ni siquiera pasó de Múnich, y el separatismo renano se derrumbó estrepitosamente, no sólo porque los intentos eran de aficionados, sino sobre todo porque una "dictadura del proletariado" basada en el modelo soviético, un "Estado Führer" basado en el modelo italiano o la destrucción de la unidad del país sólo eran considerados deseables por una pequeña minoría de la población.
En los años que van de 1924 a 1929, Alemania vivió un periodo de relativa estabilidad, recuperación económica y éxito en política exterior.

## Sources
- Boris Bazhanov: Stalin – Der rote Diktator. Berlin 1931 (p. 122–131 – a source for the decisive politburo meeting August 23, 1923, which agreed on the uprising; pushing for it were Zinoviev, Radek and Trotsky) New edition: Bazhanov, Boris: Ich war Stalins Sekretär, Frankfurt 1977, Ullstein
- Bernhard H. Bayerlein, Leonid G. Babicenko u. a. (Hrsg.): Deutscher Oktober 1923. Ein Revolutionsplan und sein Scheitern (= Archive des Kommunismus – Pfade des XX. Jahrhunderts. Band 3). Aufbau-Verlag, Berlin 2003, ISBN 3-351-02557-2. (comprehensive source. 479 pages)
- Frank Hirschinger: „Gestapoagenten, Trotzkisten, Verräter“. Kommunistische Parteisäuberungen in Sachsen-Anhalt 1918–1953. Vandenhoeck & Ruprecht, Göttingen 2005, ISBN 3-525-36903-4, S. 37–52 (abridged online version at Google Books).
- Harald Jentsch: Die KPD und der „Deutsche Oktober“ 1923. Ingo Koch Verlag, Rostock 2005, ISBN 3-938-68633-2.
- Carsten Voigt, Michael Rudloff: Die Reichsexekution gegen Sachsen 1923 und die Grenzen des Föderalismus. In: Michael Richter, Thomas Schaarschmidt, Mike Schmeitzner (Hrsg.): Länder, Gaue und Bezirke. Mitteldeutschland im 20. Jahrhundert. Mitteldeutscher Verlag, Halle/S. 2007, ISBN 3-89812-530-0, S. 53–72.
- Otto Wenzel: 1923 – die gescheiterte deutsche Oktoberrevolution (= Diktatur und Widerstand. Band 7). With the introduction by Manfred Wilke, Lit., Münster 2003, ISBN 3-8258-7246-7.
- Heinrich August Winkler: Weimar 1918–1933. Die Geschichte der ersten deutschen Demokratie. Verlag C. H. Beck, München 1998, ISBN 3-406-37646-0, S. 213–227.